# Championnat de France de tennis 1909
Pour un article plus général, voir Internationaux de France de tennis.
Résultats détaillés de l’édition 1909 du championnat de France de tennis.

## Faits marquants
En 1909, le championnat de France se tient pour la première et unique fois hors de Paris. Il se déroule sur les courts de la Société Athlétique de la Villa Primrose à Bordeaux qui est le plus important club de province.
Le simple messieurs est remporté par Max Decugis, renversant son éternel rival Maurice Germot en cinq manches disputées en 2 h 01.
Jeanne Matthey remporte ses premiers titres de championne de France à la fois en simple dames, en double dames associée à Daisy Speranza et en double-mixte avec Max Decugis.

## Palmarès
| Tableau          | Vainqueurs                    | Vainqueurs | Score                   | Finalistes                  | Finalistes |
| ---------------- | ----------------------------- | ---------- | ----------------------- | --------------------------- | ---------- |
| Simple dames     | Jeanne Matthey                | France     | 10-8 6-4                | Abeille Villard-Gallay      | France     |
| Simple messieurs | Max Decugis                   | France     | 3-6, 2-6, 6-4, 6-4, 6-4 | Maurice Germot              | France     |
| Double dames     | Jeanne Matthey Daisy Speranza | France     |                         |                             |            |
| Double mixte     | Jeanne Matthey Max Decugis    | France     | 7-5, 7-5                | Mlle Flouch Jean Samazeuilh | France     |

## Simple messieurs
- 1er tour :

 Allan Muhr bat  A. Jousselin (forfait)

 Maurice Germot bat  Georges Gault (forfait)

 Montariol bat  Lamtaux (6-2 6-0)

Les autres ont un bye.
- Quarts de finale :

 Max Decugis bat  Jacques Samazeuilh (6-0 6-0)

 Daniel Lawton bat  Allan Muhr (6-0 6-1)

 Maurice Germot bat  Montariol (6-0 6-1)

 Jean Samazeuilh bat  André Gobert (forfait)
- Demi-finales :

 Max Decugis bat  Daniel Lawton (6-2 6-2)

Maurice Germot bat  Jean Samazeuilh (6-2 12-10)
- Finales :

 Max Decugis bat  Maurice Germot (3-6 2-6 6-4 6-4 6-4)

## Simple dames
|  |                   |  |    |   |  |
|  | All comers' final |  |    |   |  |
|  |                   |  |    |   |  |
|  |                   |  |    |   |  |
|  | Jeanne Matthey    |  | 10 | 6 |  |
|  | Jeanne Matthey    |  | 10 | 6 |  |
|  | A. Villard-Gallay |  | 8  | 4 |  |

## Double dames
|  |                               |  |  |  |  |
|  | Finale                        |  |  |  |  |
|  |                               |  |  |  |  |
|  |                               |  |  |  |  |
|  | Jeanne Matthey Daisy Speranza |  |  |  |  |
|  |                               |  |  |  |  |
|  |                               |  |  |  |  |

## Double mixte
Jeanne Matthey et Max Decugis battent Abeille Villard-Gallay et	Maurice Germot en demi-finale.
|  |                             |  |   |   |  |
|  | Finale                      |  |   |   |  |
|  |                             |  |   |   |  |
|  |                             |  |   |   |  |
|  | Jeanne Matthey Max Decugis  |  | 7 | 7 |  |
|  | Jeanne Matthey Max Decugis  |  | 7 | 7 |  |
|  | Mlle Flouch Jean Samazeuilh |  | 5 | 5 |  |